# Keane
Keane er et engelsk klaverrockband, der blev etableret i Battle, East Sussex i 1995, og fik sit navn i 1997. 
Gruppen består af komponist, bassist og pianist Tim Rice-Oxley, forsanger Tom Chaplin og trommeslager Richard Hughes. Guitaristen Dominic Scott har også været medlem af bandet, men forlod det i 2001. Siden har bandet været uden guitarist.
Keane er kendt for at bruge klaver som hovedinstrument i stedet for guitarer, og dette adskiller Keane fra de fleste andre rockbands. Et almindeligt træk i deres musik er at de bruger en forvredet klavereffekt og forskellige synthesizere. De kombinerer klaverrock og alternativ rock.
Keanes første to album, Hopes and Fears og Under the Iron Sea fik stor succes i England efter udgivelserne og solgte over hele verden: deres multiprisvindende debut var det næstbedst sælgende britiske album i 2004, og det andet album solgte op imod 250,000 cd’er i løbet af den første uge.

## Diskografi

### Album
- Hopes and Fears (2004)
- Under the Iron Sea (2006)
- Perfect Symmetry (2008)
- Strangeland (2012)
- Cause and Effect (2019)

### Ep'er
- Night Train (2010)

### Singler
- Call Me What You Like (2000)
- Wolf At The Door (2001)
- Everybody's Changing (2003)
- This Is The Last Time (2003)
- Somewhere Only We Know (2004))
- Bedshaped (2004)
- Bend And Break (2005)
- Atlantic (2006)
- Is It Any Wonder? (2006)
- Crystal Ball (2006)
- Nothing in My Way (2006)
- Try Again (2007)
- A Bad Dream (2007)
- The Night Sky (2008)
- Spiralling (2008)
- The Lovers Are Losing (2008)
- Perfect Symmetry (2008)
- Stop For A Minute (feat K'naan) (2010)